# Cordillera litoral de Siria

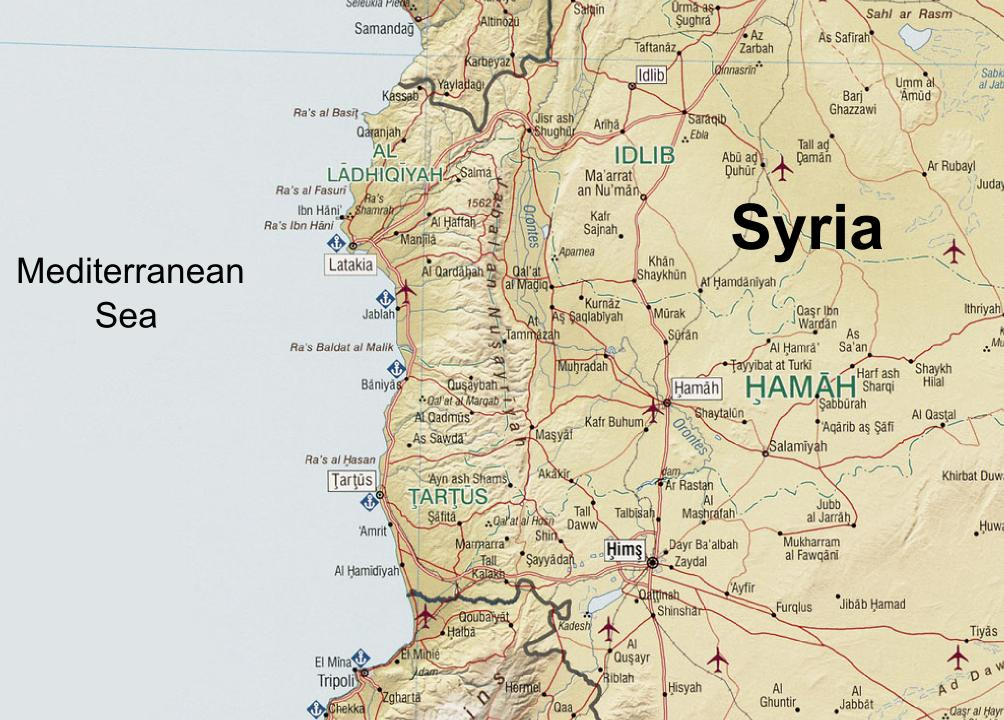
Mapa de Siria que muestra la cordillera

La cordillera litoral de Siria (جبال الساحل السوري , Silsilat al-Jibāl al-Sāḥilīyah o جبال الساحل السوري Jibal al-Sahil al-Suri) es una cordillera en el noroeste de Siria paralela a la costa del país. También se las conoce como Jabal Bahra, montañas An-Nusariyah o montañas Alauitas, debido a la gran cantidad de alauitas que las habitan. Las montañas están dispuestas en dirección norte-sur y tienen un ancho mediano de 32 km. Su elevación media es de 1.200 m s. n. m., y su cumbre más alta, Nabi Yunis tiene 1.562 m s. n. m., al este de Latakia.

## Terminología
No hay un nombre concreto que se use preferentemente para denominar a este conjunto de cadenas montañosas. En el periodo medieval se conocía como Jabal Bahra (جبل بهراء) después de la tribu árabe de Bahra'. Actualmente es común referirse a esta cordillera como  montañas an-Nusayriyah (جبال النصيرية Jibāl un-Nuṣayriyah) o el montañas Alauitas (جبال العلويين Jibāl al-‘Alawīyin); ambos se refieren al grupo etnoreligioso alauita, que tradicionalmente ha vivido allí.
En la Era Clásica, esta cadena fue conocida como Bargylus, mencionado por ejemplo, por Plinio el Viejo. Este término griego proviene de una antigua ciudad ubicada a las faldas de las montaña. Fue una ciudad del imperio Eblaíta en el tercer milenio a. C., y luego un vasallo del Reino Hitita, quienes le dieron este nombre la cordillera.

## Geografía
Las pendientes occidentales reciben los vientos húmedos del Mar mediterráneo y por lo tanto más fértil y poblado que las pendientes orientales. El río Orontes fluye de sur a norte 64km por la vertiente oriental en lo que se conoce como el Valle de Ghab, desembocando al norte de la cordillera. Al sur de Masyaf  hay una gran falla que separa la cordillera litoral de Siria de lacordillera del Líbano y la cordillera del Antilíbano, un accidente geográfico conocido como el Paso de Homs.
Jabal al-Ansariyah (Montes Alauitas) son uno de los cuatro jabal («montes») étnicos en Siria, junto con Jabal al Akrad (Montes Kurdos), Jabal Turkman (Montes Turcomanos) y Jabal al-Druz (Montes Drusos).
Entre 1920 y 1936, las montañas hicieron de frontera oriental del Estado Alauita dentro del Mandato francés de Siria.